# Bellahøj-Utterslev Sogn
Bellahøj-Utterslev Sogn er et sogn i Bispebjerg-Brønshøj Provsti (Københavns Stift). Sognet ligger i Bellahøj i Københavns Kommune (Region Hovedstaden). Indtil Kommunalreformen i 2007 lå det i Københavns Kommune (Københavns Amt), og indtil Kommunalreformen i 1970 lå det i Sokkelund Herred (Københavns Amt). I Bellahøj-Utterslev Sogn ligger Bellahøj Kirke og Utterslev Kirke.
Sognet blev oprettet 2. december 2012 ved en sammenlægning af Bellahøj Sogn og Utterslev Sogn.

## Eksterne kilder og henvisninger
1. 1 2  Statistikbanken Folketal den 1. i kvartalet efter sogn og folkekirkemedlemskab (dansk)
2. ↑   Nørrebro Nordvest bladet: Bellahøj og Utterslev bliver ét sogn (29. november 2012) Hentet 12. september 2013

- Fil med information om sogne og kommuner
- Autoriserede stednavne i Danmark

55°43′N 12°31′Ø / 55.71°N 12.52°Ø